# 韓國總統
大韓民國總統（韩语：／ Daehan Minguk Daetongnyeong ?），通稱韓國總統（／ Hanguk Daetongnyeong）、南韓總統或稱大韓民國大統領，是大韓民國國家元首、政府首腦、國軍統帥。現時韓國政治制度採總統制，是三权分立的核心体制；韩国总统由韓國國民直接选举选出，任期5年。为防止任何个人长期掌握国家权力，現行《大韓民國憲法》规定總統不得连任。
韩国总统通过由15至30人组成的国务会议行使行政权，领导大韩民国政府，总统担任国务会议议长，国务总理担任国务会议副议长。韩国总统的主要职能包括：作为国家元首负责接见外国使节，颁发嘉奖令、授勋和实施大赦，维护國家統一，民族独立，领土完整，国家连续性和维护宪法；作为最高行政长官，负责推行国会通过的各项法律，并全權领导国务会议、各类咨询机构、行政部门，并有权任命包括国务总理、各部會在内的官员，領導國家安全保障會議；作为大韓民國國軍最高统帅，拥有包括宣战权在内的广泛军事政策制定权，也擁有宣佈國家進入緊急狀態或發佈戒嚴令的權利；作为国家最高外交官、外交政策决策者，有权任命和派遣外交使节，与外国簽订条约；作为主要政策、法律的制定者，可以向国会提出立法议案，并亲自或以书面形式向國會議員说明自己的观点。总统任命的国务总理需由国会批准:29－30:102－103。韩国总统无权解散國會，但国会可以通过弹劾程序限制总统。要彈劾總統，先要有韓國國會議員提出彈劾動議，並必須要有過半數國會議員贊成。投票必須於動議提出後的24小時之後，至72小時以前，以不記名投票方式。若投票時間超過則作無效論。若投票結果顯示，有超過三分之二國會議員投贊成票，彈劾議案就通過。一旦彈劾議案通過，總統的職能會被暫時凍結，並由國務總理代總統職務。之後彈劾議案會交由憲法法院審理。若憲法法院通過，则總統就必須下台，並須在60日內進行總統選舉選出繼任者。反之，若憲法法院駁回，總統的職能會恢復，直至任期結束。

## 選舉制度
大韓民國總統職務可追溯至臨時政府時期的國務領和主席。大韓民國於1948年成立的第一屆總統選舉，是由國會以間接選舉的形式選出。之後的第二屆至第四屆總統選舉，都是由全民直選選出。但李承晚下台之後，一直等到新憲法通過，才進行第四屆總統補選。這次補選是由國會兩院以間選選出，而總統並無實權。朴正熙發動軍事政變奪取政權後，于1963年舉辦第五屆總統選舉，國民又可以直接投票選舉總統。
1971年朴正熙第三度當選總統後，1972年宣布戒嚴，實行維新憲法，當年舉行的第八屆總統選舉，改由統一主體國民會議間選選出。總統讓親執政黨的一萬人組成選舉團、再由這一萬人提名候選人，封閉式投票選出下屆總統，並取消連任限制。前國會議員、昔日工運領袖魯會燦說：「當民意不能通過公平自由的選舉過程表達出來，就會在街頭抗爭中爆發。」「被操縱的選舉，不能代表民意的小圈子選舉，最終激起民眾憤怒反彈。」
直到全斗煥執政后的第11屆選舉，改由國民議會間選；但第十二屆又改由選舉團間選。在1960年「四一九革命」和1980年「光州事件」兩次流血抗爭後，上百萬韓國民眾於1987年6月在全國各地示威抗議，執政黨宣布「6·29民主化宣言」，修改《大韓民國憲法》，確立由第十三屆總統選舉沿用至今的公民直選總統，每個政黨都可推薦一名候選人，無黨派人士只要集齊5,000至7,000名選民推薦就可參選直選總統。

## 历任总统
| 任別 | 肖像           | 姓名   | 任期           | 任期               | 政黨                                     | 備註 |
| ---- | -------------- | ------ | -------------- | ------------------ | ---------------------------------------- | --- |
| 1    |                | 李承晚 | 1948年7月24日  | 1952年8月14日      | 大韓獨立促成國民會→國民會→無黨籍→ 自由黨 | 第一共和國首任總統 |
| 2    | 1952年8月15日  | 李承晚 | 1956年8月14日  | 自由黨             |                                          | |
| 3    | 1956年8月15日  | 李承晚 | 1960年4月27日  | 自由黨             | 辭職                                     | |
| 代理 |                | 许政   | 1960年4月27日  | 1960年6月15日      | 自由黨→ 民主黨                           | 國務總理代理 |
| 代理 |                | 郭尚勳 | 1960年6月16日  | 1960年6月23日      | 民主黨                                   | 國會議長代理 |
| 代理 |                | 許政   | 1960年6月23日  | 1960年8月7日       | 民主黨                                   | 國務總理代理 |
| 代理 |                | 白樂濬 | 1960年8月8日   | 1960年8月12日      | 民主黨                                   | 國會議長代理 |
| 4    |                | 尹潽善 | 1960年8月12日  | 1962年3月24日      | 民主黨→無黨籍→新民黨→無黨籍              | 第二共和國首任總統；辭職 |
| 代理 |                | 朴正熙 | 1962年3月24日  | 1963年12月17日     | 無黨籍                                   | 國家重建最高會議議長代理 |
| 5    | 1963年12月17日 | 朴正熙 | 1967年6月30日  | 民主共和党         | 第三共和國首任總統                       | |
| 6    | 1967年7月1日   | 朴正熙 | 1971年6月30日  | 民主共和党         |                                          | |
| 7    | 1971年7月1日   | 朴正熙 | 1972年12月26日 | 民主共和党         |                                          | |
| 8    | 1972年12月27日 | 朴正熙 | 1978年12月26日 | 民主共和党         | 第四共和國首任總統                       | |
| 9    | 1978年12月27日 | 朴正熙 | 1979年10月26日 | 民主共和党         | 任內遇刺身亡                             | |
| 代理 |                | 崔圭夏 | 1979年10月26日 | 民主共和党         | 1979年12月6日                            | 國務總理代理 |
| 10   | 1979年12月6日  | 崔圭夏 | 1980年8月16日  | 無黨籍             |                                          | |
| 代理 |                | 朴忠勳 | 1980年8月16日  | 1980年8月27日      | 民主正義黨                               | 國務代總理代理、经济副总理兼任经济企划院長官                                                                                 |
| 11   |                | 全斗煥 | 1980年8月27日  | 1981年2月25日      | 民主正義黨                               | |
| 12   | 1981年2月25日  | 全斗煥 | 1988年2月24日  | 第五共和國首任總統 | 民主正義黨                               | |
| 13   |                | 盧泰愚 | 1988年2月25日  | 1993年2月24日      | 民主正義黨→ 民主自由党                   | 第六共和國首任總統 |
| 14   |                | 金泳三 | 1993年2月25日  | 1998年2月24日      | 民主自由党→ 新韩国党→無黨籍              | |
| 15   |                | 金大中 | 1998年2月25日  | 2003年2月24日      | 新政治國民會議→ 新千年民主党→無黨籍      | |
| 16   |                | 盧武鉉 | 2003年2月25日  | 2004年3月12日      | 新千年民主党→無黨籍                      | 2004年3月12日，被国会通過弹劾而停職，至5月14日由宪法法院駁回彈劾而復職                                                       |
| 代理 |                | 高建   | 2004年3月12日  | 2004年5月14日      | 新千年民主党                             | 國務總理代理 |
| 16   |                | 盧武鉉 | 2004年5月15日  | 2008年2月24日      | 开放国民党→無黨籍                        | 復職 |
| 17   |                | 李明博 | 2008年2月25日  | 2013年2月24日      | 大國家黨→ 新世界黨                       | |
| 18   |                | 朴槿惠 | 2013年2月25日  | 2017年3月10日      | 新世界黨                                 | 前總統朴正熙之女，韓國首位女性總統；2016年12月9日，被國會通過彈劾而停職，至2017年3月10日由憲法法院通過彈劾而解職             |
| 代理 |                | 黃教安 | 2016年12月9日  | 2017年5月10日      | 無黨籍                                   | 國務總理代理 |
| 19   |                | 文在寅 | 2017年5月10日  | 2022年5月9日       | 共同民主党                               | |
| 20   |                | 尹锡悦 | 2022年5月10日  | 2025年4月4日       | 國民力量                                 | 曾任韓國檢察總長；首位將辦公室搬離青瓦台的總統；2024年12月14日，被國會通過彈劾而停職，至2025年4月4日由憲法法院通過彈劾而解職 |
| 代理 |                | 韩悳洙 | 2024年12月14日 | 2024年12月27日     | 無黨籍                                   | 國務總理代理；2024年12月27日，被國會通過彈劾而停職，至2025年3月24日由憲法法院駁回彈劾，恢復代行總統職權                      |
| 代理 |                | 崔相穆 | 2024年12月27日 | 2025年3月24日      | 無黨籍                                   | 國務代總理代理、经济副总理兼任企劃財政部長官                                                                                 |
| 代理 |                | 韓悳洙 | 2025年3月24日  | 2025年5月1日       | 無黨籍                                   | 國務總理代理；2025年5月1日宣佈辭去國務總理職務而解職                                                                         |
| 代理 |                | 李周浩 | 2025年5月2日   | 2025年6月4日       | 無黨籍                                   | 國務代總理代理、社会副总理兼任教育部長官；因韓悳洙和崔相穆於2025年5月1日相繼宣佈辭職而繼任                                   |
| 21   |                | 李在明 | 2025年6月4日   | 現任               | 共同民主党                               | 曾任國會議員、京畿道知事、城南市市長                                                                                         |

## 幕僚單位
| - 韓國總統室 - 國家安全會議 - 國民經濟諮詢會議 - 國家敎育科學技術諮詢會議 - 民主和平統一諮詢会議 - 監查院 - 國家情報院 - 廣播通信委員會 - 經濟暨社會發展委員會 | - 未來企劃委員會 - 國家科學技術委員會 - 國家競爭力強化委員會 - 國家品牌委員會 - 綠色成長委員會 - 社會融合委員會 - 國家知識財産委員會 - 軍疑問死真相糾明委員會（臨時組織） - 親日反民族行為真相糾明委員會（臨時組織） - 親日反民族行為者財產調査委員會（臨時組織） |

## 外部連結
- 韩国总统府 （页面存档备份，存于）